# Super Punch Out! (arcade)
Super Punch-Out!! (スーパーパンチアウト!!?) es un videojuego perteneciente al género de arcade, lanzado en el año 1985, creado por la empresa desarrolladora Nintendo. Se trata de un juego de boxeo con el mismo sistema de juego y voces digitalizadas de su precursor, Punch-Out!! (Versión arcade). Este es el segundo juego de la saga Punch-Out!! y nos presenta personajes repetidos en otros videojuegos como Bear Hugger, Dragon Chan, Vodka Drunkenski, Great Tiger y Super Macho Man.

## Descripción
Como en los anteriores juegos de la saga Punch-Out!!, el jugador asume el rol de un boxeador de pelo verde, conocido por sus tres iniciales, que trabajará para escalar en el ranking de la WVBA (World Video Boxing Association). Durante los combates el boxeador manejado por el jugador se ve de espaldas, de modo que los oponentes estarán de frente al jugador. El jugador deberá controlar sus puñetazos, esquives y bloqueos para derrotar al boxeador rival. Existen pistas para averiguar cual será el siguiente movimiento de nuestro rival como sutiles cambios en el color de sus ojos (el blanco de los ojos cambia de blanco a amarillo) aunque el jugador será en última instancia quien debe predecir el movimiento del rival para así reaccionar apropiadamente.
El diseño de los personajes es similar al de los dibujos animados quedando muy apropiado para el género del videojuego. El jugador deberá enfrentarse a cinco oponentes, en el siguiente orden:
1. Bear Hugger de Canadá, es inmune a los golpes en el cuerpo. Cada vez que se levanta después de ser noqueado intentará hacernos un movimiento que es capaz de noquarnos de un solo golpe, el abrazo del oso. El único modo de esquivarlo es agachándonos.

1. Dragon Chan de Hong Kong, utiliza kung-fu, así como kick-boxing. Se parece a Bruce Lee y su nombre es una referencia a Jackie Chan.

1. Vodka Drunkenski de Rusia, es un boxeador alcohólico que realiza poderosos movimientos, algunos de ellos los suelta sin previo aviso. Posteriormente apareció en la saga de juegos Punch Out!! para la NES con el nombre de Soda Popinski.

1. Great Tiger de la India tiene la habilidad de hacer la danza milagrosa que le permite moverse rápidamente a la izquierda y la derecha, antes de enviarnos un movimiento similar a Hurricane Rush de Piston Hurrican de Punch-Out!! (versión arcade original).

1. Super Macho Man de los Estados Unidos incorpora sus runtinas de ejercicios dentro de sus poderosos ataques, como su Super Spin Punch.

Una vez que el jugador derrote a Super Macho Man, ganará el cinturón de los pesos pesados, y los oponentes se repetirán, teniendo así que defender el cinturón frente a los mismos boxeadores que anteriormente habíamos derrotado. Con cada ronda los oponentes serán más rápidos y fuertes. Si el jugador pierde dos veces, el oponente se acerca de la pantalla y se burla de él. 
La máquina que aloja el juego se compone de dos monitores, uno sobre otro, el de arriba suele mostrar las estadísticas mientras que el de abajo muestra la pantalla de juego principal. El juego tiene uno joystick y tres botones. Dos botones sirven para controlar el puño izquierdo y el derecho, uno por cada brazo. Y el otro botón sirve para realizar un 'uppercut', pero solo funciona cuando el supermétodo (también conocido como medidor de KO o medidor de potencia) está lleno. El súper medidor se llena al aterrizar golpes exitosos. Se agota cuando el jugador no puede bloquear o esquivar un ataque, o si el jugador es derribado. A diferencia del original Punch-Out !!, Super-Punch-Out !! también presentaba un joystick que se podía sacar directamente del panel, lo que permitía al jugador esquivar los golpes de los oponentes.

## Puertos y versiones relacionadas

### Boxeo Frank Bruno's
Una versión sin licencia fue lanzada para las consolas Commodore 64, el ZX Spectrum, el Amstrad CPC, y el Commodore Plus/4 titulado Boxeo Frank Bruno's. Fue desarrollado y publicado por Elite Systems exclusivamente en Europa. En lugar del famoso boxeador de alambre, el boxeador de la vida real Frank Bruno es el protagonista del juego. ¡Solo los primeros tres oponentes del Super Punch-Out! arcade fueron incluidos en el juego; sin embargo, sus nombres fueron cambiados. Bear Hugger fue renombrado como "Canadian Crusher", Dragon Chan fue renombrado como "Fling Long Chop" y Vodka Drunkenski fue renombrado como "Andra Puncharedov". Cinco personajes exclusivos fueron agregados al juego: Tribal Trouble, Frenchie France, Raviolo Mafiosi, Antipodean Andy y Peter Perfect. Esta versión del juego presentaba un medidor KO, que era una versión temprana del medidor Súper utilizado en los juegos de lucha modernos, lo que permitía lanzar un golpe más potente cuando se llenaba la barra. Elite Systems luego relanzó el juego como World Championship Boxing de Frank Bruno en su etiqueta de presupuesto Encore para coincidir con la conocida pelea Mike Tyson vs. Frank Bruno del año 1989.

### Otros
¡Great Tiger, Super Macho Man y Vodka Drunkenski aparecieron más tarde en la versión de Nintendo Entertainment System de Punch-Out! El último de estos tres personajes fue rebautizado como "Soda Popinski" para eliminar las referencias directas de alcohol en un juego para niños / familias; sin embargo, se lo representa bebiendo entre rondas, y varias de sus burlas se refieren oblicuamente a la embriaguez y conducir ebrio . ¡Bear Hugger, Dragon Chan y Super Macho Man aparecieron más tarde en la versión oficial de Super Punch-Out! para el sistema de entretenimiento Super Nintendo .
El Super Punch-Out !! arcade inspiró el desarrollo y lanzamiento de Super Punch-Out !! para la consola del Sistema de entretenimiento Super Nintendo en 1994. Varios elementos, como los oponentes, se modificaron ligeramente para esta versión. Personajes de ambos Punch-Out !! los juegos de arcade se presentaron en el juego con básicamente los mismos aspectos y ataques. Esta versión es la traducción más cercana de la consola de arcade a hogar de la serie; sin embargo, no es un puerto directo.
Como en el Punch-Out original !! ¡¡¡arcade, Mario , Luigi , Donkey Kong y Donkey Kong Junior aparecen en la audiencia como parte del Super Punch-Out !! arcada. Además, una de las canciones de victoria escuchadas en el Super Punch-Out !! arcade fue utilizado más tarde en el béisbol de Nintendo para el NES como el tema de jonrones.